# Rectellidae
De Rectellidae zijn een familie van uitgestorven kreeftachtigen uit de klasse van de Ostracoda (mosselkreeftjes).

## Geslachten
- Prorectella Melnikova, 1982 †
- Rectella Neckaja, 1958 †